# Riel
El riel,

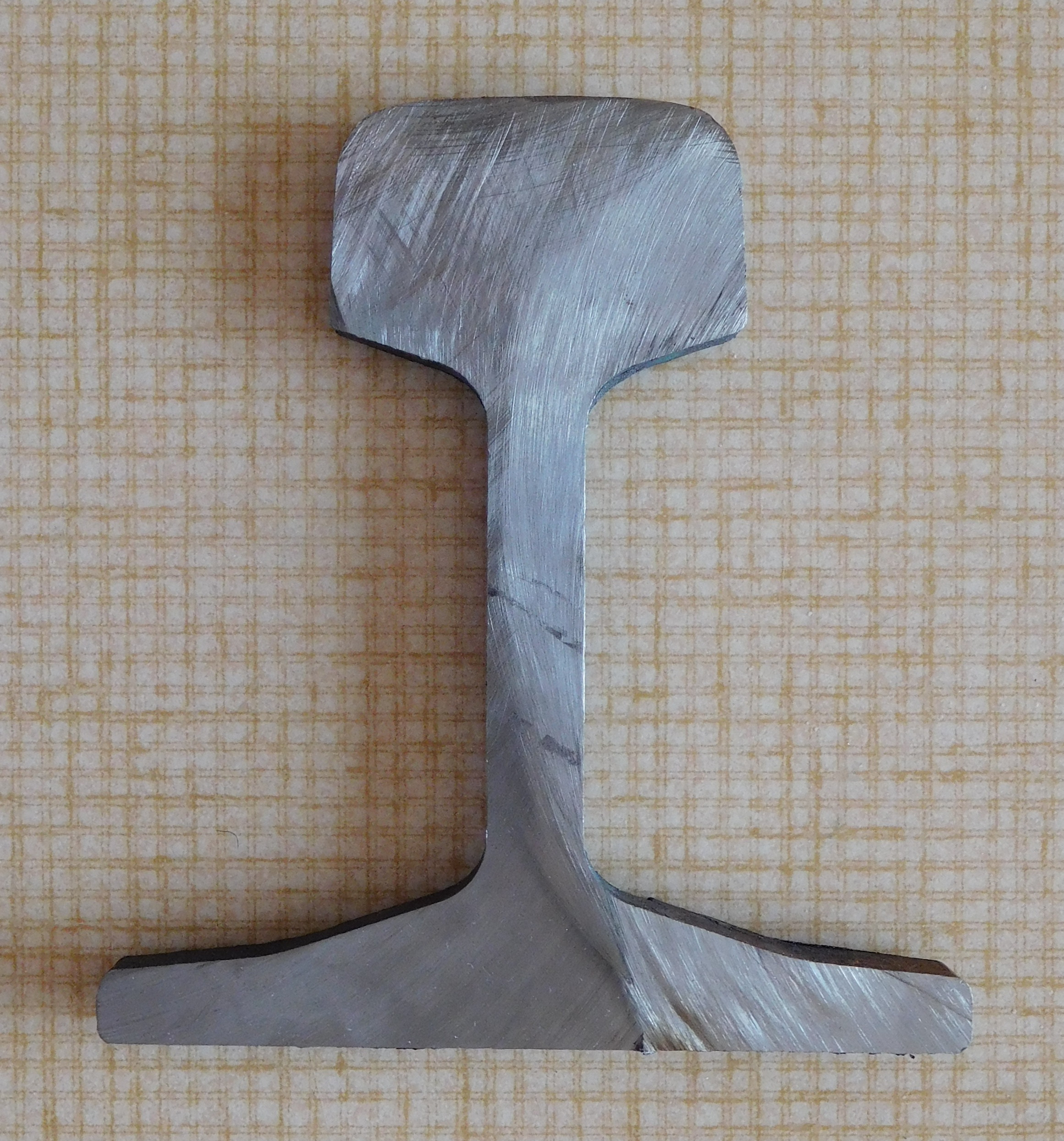
Perfil de un carril UIC moderno (cupón de 1 cm de espesor, recortado para proceder a la soldadura aluminotérmica de dos barras contiguas)

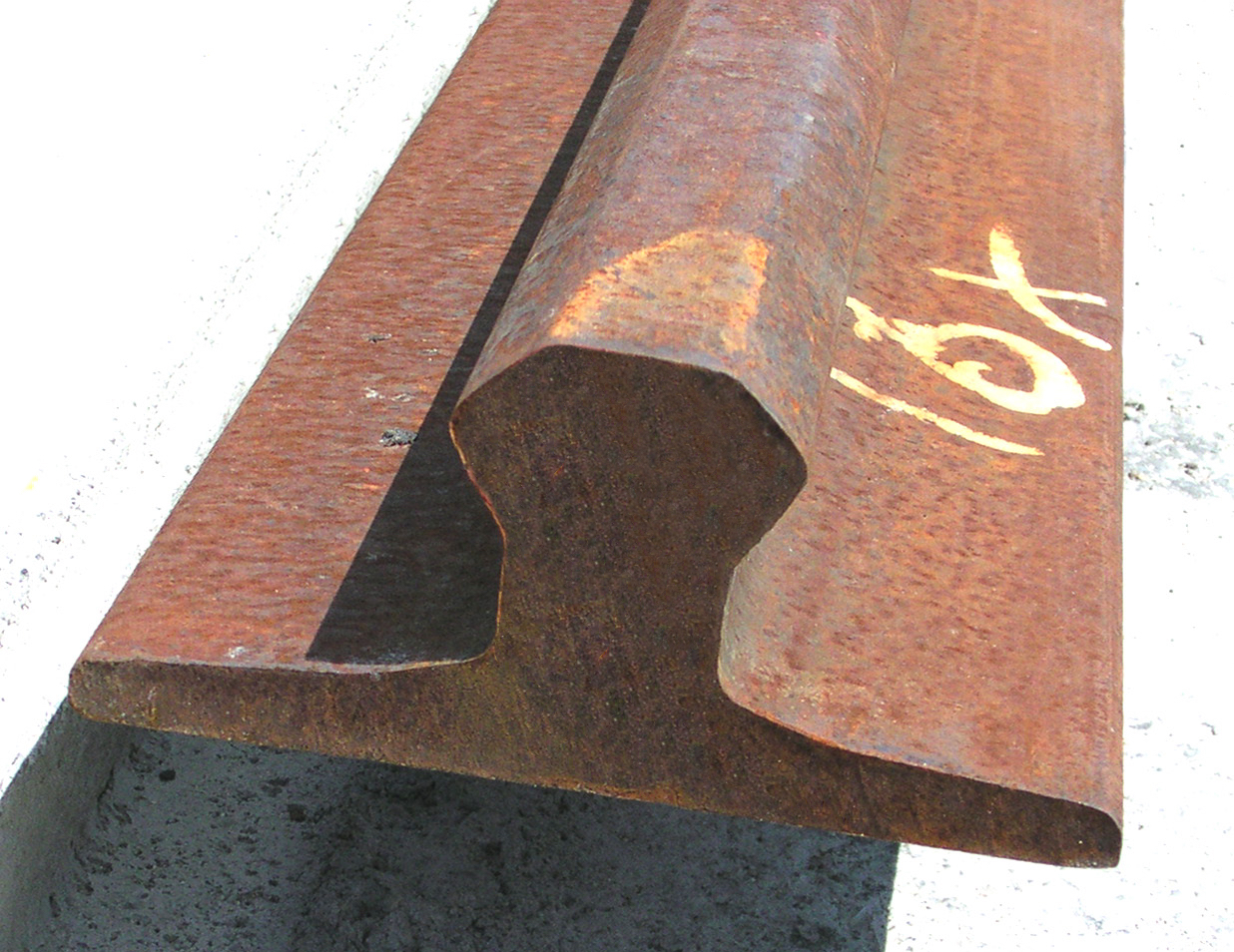
Sección del riel guía del sistema Translohr, durante su instalación en el Tranvía de Clermont-Ferrand en 2006

raíl (también rail) o carril es cada una de las barras metálicas sobre las que se desplazan las ruedas de los trenes y vehículos ferroviarios. Los rieles se disponen como una de las partes fundamentales de las vías férreas y actúan como soporte para el dispositivo de guiado y en su caso como elemento conductor de la corriente eléctrica. La característica técnica más importante del ferrocarril es el contacto entre el riel y la rueda con pestaña, siendo sus principales cualidades su material, forma y peso.
El perfil de un riel es la forma de su sección transversal (es decir, tomada perpendicularmente a su longitud).
Los primeros rieles estaban hechos de madera, fundición de hierro o hierro forjado, pero todos los rieles modernos se obtienen mediante su procesamiento en forma de acero laminado. Su sección transversal (perfil) normalmente recuerda a una doble T, pero asimétrica con respecto a un eje horizontal (excepto los carriles ranurados empleados en los tranvías, que no se ajustan a este patrón). La cabeza está perfilada para resistir el desgaste y dar una buena marcha, y el pie está conformado para adaptarse al sistema de fijación.
A diferencia de otros muchos usos de los materiales siderúrgicos, los rieles de ferrocarril están sujetos a tensiones muy altas, por lo que se fabrican con aceros de gran calidad. Se necesitaron muchas décadas para mejorar la calidad de los materiales, incluido el cambio del hierro al acero. Defectos menores en el acero que pueden no presentar problemas en otras aplicaciones, pueden provocar la rotura de los rieles y producir descarrilamientos peligrosos cuando se usan en vías férreas.
En general, cuanto más pesados son los rieles y el resto del sistema de vías, más pesados y rápidos son los trenes que pueden transportar estas vías.
Los rieles representan una fracción sustancial del costo de una línea ferroviaria. Las acerías solo fabrican una pequeña cantidad de tamaños de rieles estandarizados, por lo que un ferrocarril debe elegir el tamaño adecuado más cercano. Los rieles pesados desgastados de una línea principal a menudo se recuperan y se reutilizan en ramales, vías muertas o estaciones de clasificación.

## Historia

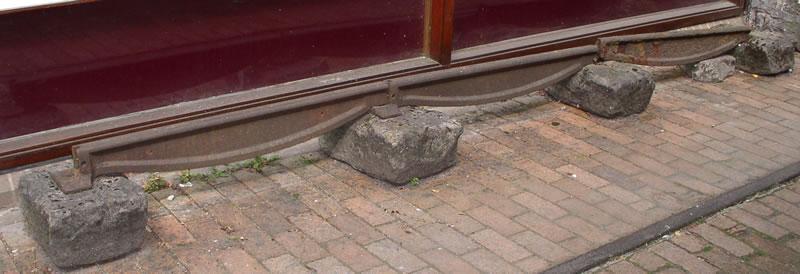
Carriles de vientre de pez sobre bloques de piedra en el Ferrocarril de Cromford y High Peak

Secciones transversales de carriles antiguos

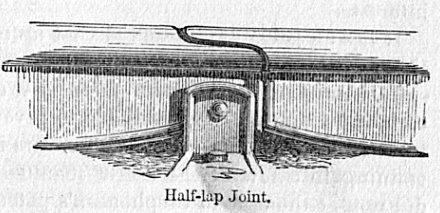
Carril de Stephenson de vientre de pez con juntas a media madera patentado en 1816

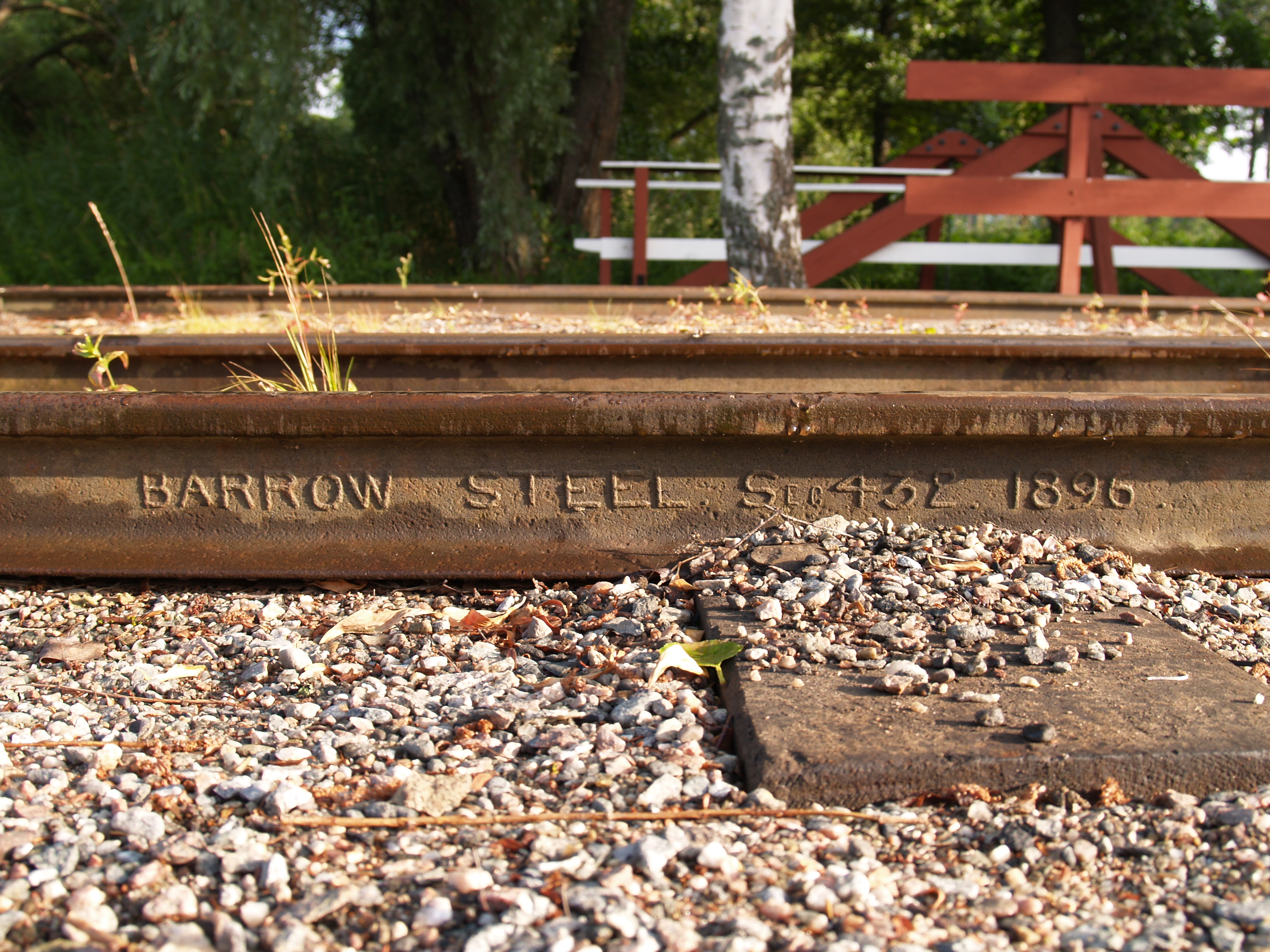
Riel de 1896 que muestra el nombre y la especificación del fabricante, formados en el alma del riel durante el laminado

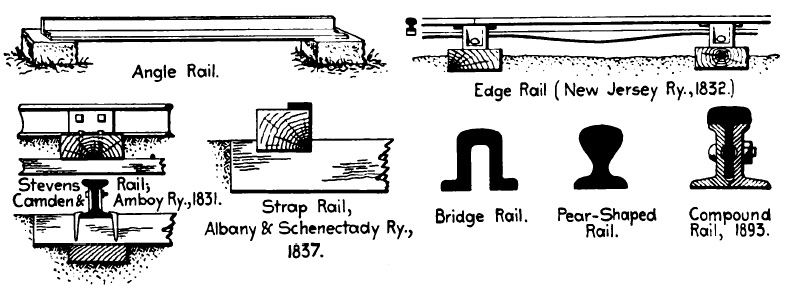
Antiguos raíles en EE. UU.

Las primeras evidencias de sistemas de guiado de elementos rodantes datan del período neolítico, y los rieles de madera más antiguos que se conocen datan de la Edad del Bronce, en el siglo V a. C.
Este sistema con raíles de madera se siguió utilizando (especialmente en la minería) hasta bien entrado el siglo XIX, y se valía de vagonetas arrastradas por caballos. Pero desde la década de 1760 se comenzaron a usar "rieles de correa de hierro", que consistían en tiras delgadas de hierro fundido clavadas sobre listones de madera. Estos rieles eran demasiado frágiles para transportar cargas pesadas, pero debido a que su costo inicial era reducido, a veces se usaba este método para construir rápidamente una vía económica. Las correas de hierro a veces se desclavaban de la base de madera y acababan hincándose en el suelo de las vagonetas, creando lo que se denominaba una "cabeza de serpiente". Pero con el paso del tiempo se comprobó que el gasto a largo plazo involucrado en el frecuente mantenimiento superaba cualquier ahorro inicial frente a soluciones algo más caras pero más duraderas.
Así, los refuerzos de chapa planos fueron reemplazados en muchos casos por rieles de hierro fundido de perfil angular en forma de 'L', combinados con las ruedas de las vagonetas planas (es decir, sin pestañas). Uno de los primeros defensores de este diseño fue Benjamin Outram de B. Outram & Co., que luego se convertiría en la Butterley Company de Ripley. Su socio, William Jessop, prefirió a partir de 1789 el uso de "raíles de borde" combinados con ruedas provistas de pestañas y, con el tiempo, se dio cuenta de que este diseño funcionaba mejor. Los raíles de borde "barrigudos" ideados por William Jessop fueron comercializados por la Butterley Company.
Los primeros carriles de este tipo de uso general fueron los conocidos por su forma como fishbelly (vientre de pez). Hechos con fundición de hierro, eran extremadamente frágiles y se rompían con facilidad. Además, solo podían fabricarse en longitudes cortas que pronto se revelaron inadecuadas. La patente de John Birkinshaw de 1820, introdujo perfiles de hierro forjado de mayores longitudes, gracias a la mejora de las técnicas de laminación. Este material, mucho más resistente, reemplazó al hierro fundido y contribuyó significativamente al crecimiento explosivo de los ferrocarriles en el período de 1825 a 1840. La sección transversal variaba mucho de unas líneas a otras, pero se utilizaban tres tipos básicos, como se muestra en el diagrama. El perfil de caras paralelas que se desarrolló en años posteriores se denominó "cabeza de toro". Todos estos diseños permitieron abandonar definitivamente los raíles de madera reforzados con placas de hierro, que pasaron a ser totalmente metálicos.
Mientras tanto, en mayo de 1831, llegó a Estados Unidos desde Gran Bretaña el primer cargamento de carriles en T con fondo plano (según el diseño ideado por Robert Livingston Stevens), que fueron colocados por la Compañía del Ferrocarril de Pensilvania en el Ferrocarril de Camden y Amboy. Esta misma idea de disponer de un carril con un pie plano fue introducida por Charles Vignoles en Gran Bretaña, dando lugar al conocido como carril Vignoles, precedente inmediato de los carriles de acero modernos.
Los primeros rieles de acero fueron fabricados en 1857 por Robert Forester Mushet, quien los colocó en la Estación de Derby en Inglaterra. El acero es un material mucho más resistente, y acabó sustituyendo sistemáticamente al hierro forjado para su uso en rieles ferroviarios, permitiendo el laminado de rieles mucho más largos.
A lo largo del siglo XX, instituciones como la American Railway Engineering Association (AREA) y la American Society for Testing Materials (ASTM) han especificado el contenido de carbono, manganeso, silicio y fósforo para los rieles de acero. La resistencia a la tracción aumenta con el contenido de carbono, mientras que la ductilidad disminuye. AREA y ASTM especificaron entre el 0,55 y el 0,77 por ciento de carbono en rieles de 70 a 90 libras por yarda (34,7 a 44,6 kg/m), 0,67 a 0,80 por ciento en peso para los rieles de 90 a 120 lb/yd (44,6 a 59,5 kg/m) y 0,69 a 0,82 por ciento para los rieles más pesados. El manganeso aumenta la dureza y la resistencia a la abrasión. AREA y ASTM especificaron de 0,6 a 0,9 por ciento de manganeso en rieles de 70 a 90 libras y del 0,7 al 1 por ciento en rieles más pesados. El silicio se combina preferentemente con el oxígeno y se agrega para reducir la formación de óxidos metálicos debilitantes en los procedimientos de fundición y laminado de rieles. AREA y ASTM especificaron de 0,1 a 0,23 por ciento de silicio. El fósforo y el azufre son impurezas que hacen que los rieles se vuelvan quebradizos y con una menor resistencia al impacto. AREA y ASTM especificaron una concentración máxima de fósforo del 0,04 por ciento.
El uso de vías soldadas en lugar de unidas con juntas atornilladas comenzó alrededor de la década de 1940 y se generalizó en la década de 1960. La constante mejora de los materiales, desde la fundición de hierro, el hierro forjado y el hierro pudelado, pasando por los sistemas de producción masiva de acero como los convertidores Bessemer, Thomas y Martin, hasta los actuales aceros producidos en hornos eléctricos y al oxígeno, han permitido pasar de cargas por eje desde 3 hasta más de 30 toneladas, y obtener velocidades máximas de 300 km/h (como el AVE español o numerosos otros trenes de alta velocidad de todo el mundo), e incluso pruebas a más de 500 km/h (alcanzados por un TGV francés).

## Tipos de carriles
A continuación se incluye una relación de los distintos tipos de carriles empleados desde la aparición del ferrocarril, con una sucinta descripción de los mismos.

### Riel de correa

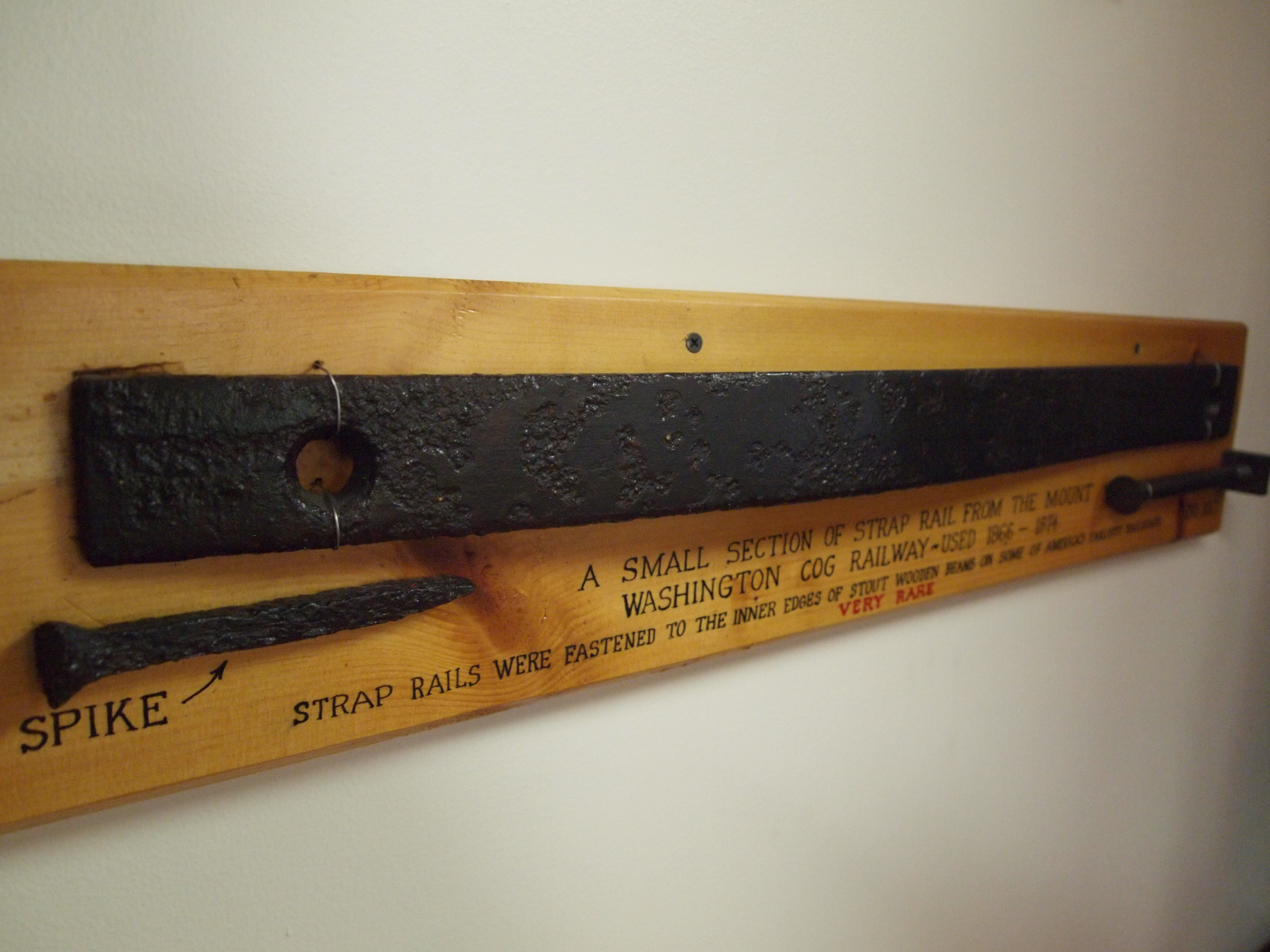
Rail de correa y clavo

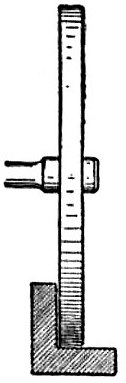
Perfil L

Los primeros rieles eran simplemente listones de madera. Para resistir el desgaste, se colocó una delgada correa de hierro sobre el riel de madera para reducir su desgaste, compensando el mayor coste del metal con la mayor duración de la madera. El sistema tenía el defecto de que cada cierto tiempo el paso de las ruedas sobre el carril provocaba que la correa se desprendiera de la madera. Este problema fue señalado por primera vez por Richard Trevithick en 1802. El uso de rieles de correa en los Estados Unidos (por ejemplo, en el Ferrocarril de Albany y Schenectady hacia 1837) provocó que se viera comprometida la seguridad de los viajeros, amenazados por la formación de "cabezas de serpiente" cuando las correas se levantaban y podían perforar accidentalmente el suelo de los coches.

### Riel en T
El riel en T fue un desarrollo del riel de correa que tenía una sección transversal en 'T' (sin alas en el pie) formada al ensanchar la parte superior de la correa en una cabeza. Esta forma de ferrocarril generalmente duró poco y se eliminó gradualmente en Estados Unidos a partir de 1855.

### Riel con pestaña (en L)
El riel con pestaña (plateway en inglés) era un tipo de carril primitivo que tenía una sección transversal en 'L', en la que el ala del perfil servía para mantener alineadas en la vía las ruedas sin pestañas de un carruaje. El riel con pestaña experimentó un renacimiento menor en la década de 1950 al emplearse como barra de guiado en el metro de neumáticos de París y más recientemente en los autobuses guiados. En el Cambridgeshire Guided Busway el riel es una viga de hormigón de 350 mm (13,8 plg) de espesor con un labio de 180 mm (7,1 plg) para formar el ala. Los autobuses funcionan con ruedas de carretera normales, pero además disponen de unas ruedas de guiado montadas lateralmente para rodar sobre el ala del carril de guía. Estos autobuses se conducen de la forma habitual cuando están fuera del carril de guiado, de forma análoga a los vagones del siglo XVIII que podían maniobrarse sin restricciones alrededor de los pozos de las minas antes de incorporarse a la vía con pestañas para efectuar un recorrido más largo.

### Carril puente
El carril puente tiene un perfil con forma de U invertida. Su forma sencilla es fácil de fabricar, y fue ampliamente utilizado antes de que los perfiles más sofisticados fueran lo suficientemente baratos como para producirse a gran escala. En particular, se utilizó en las vías de gran ancho longitudinalmente apoyadas del Great Western Railway, diseñadas por el ingeniero británico Isambard Kingdom Brunel.

### Carril Barlow
El carril Barlow fue inventado por William Henry Barlow en 1849. Fue diseñado para colocarse directamente sobre el balasto, pero al carecer de traviesas que diesen rigidez transversal al conjunto, era difícil mantener el ancho de vía, requiriendo un continuo mantenimiento. Aunque se diseñaron unas piezas transversales para intentar solucionar este problema, el diseño no tuvo éxito y fue rápidamente abandonado.

### Carriles de fondo plano

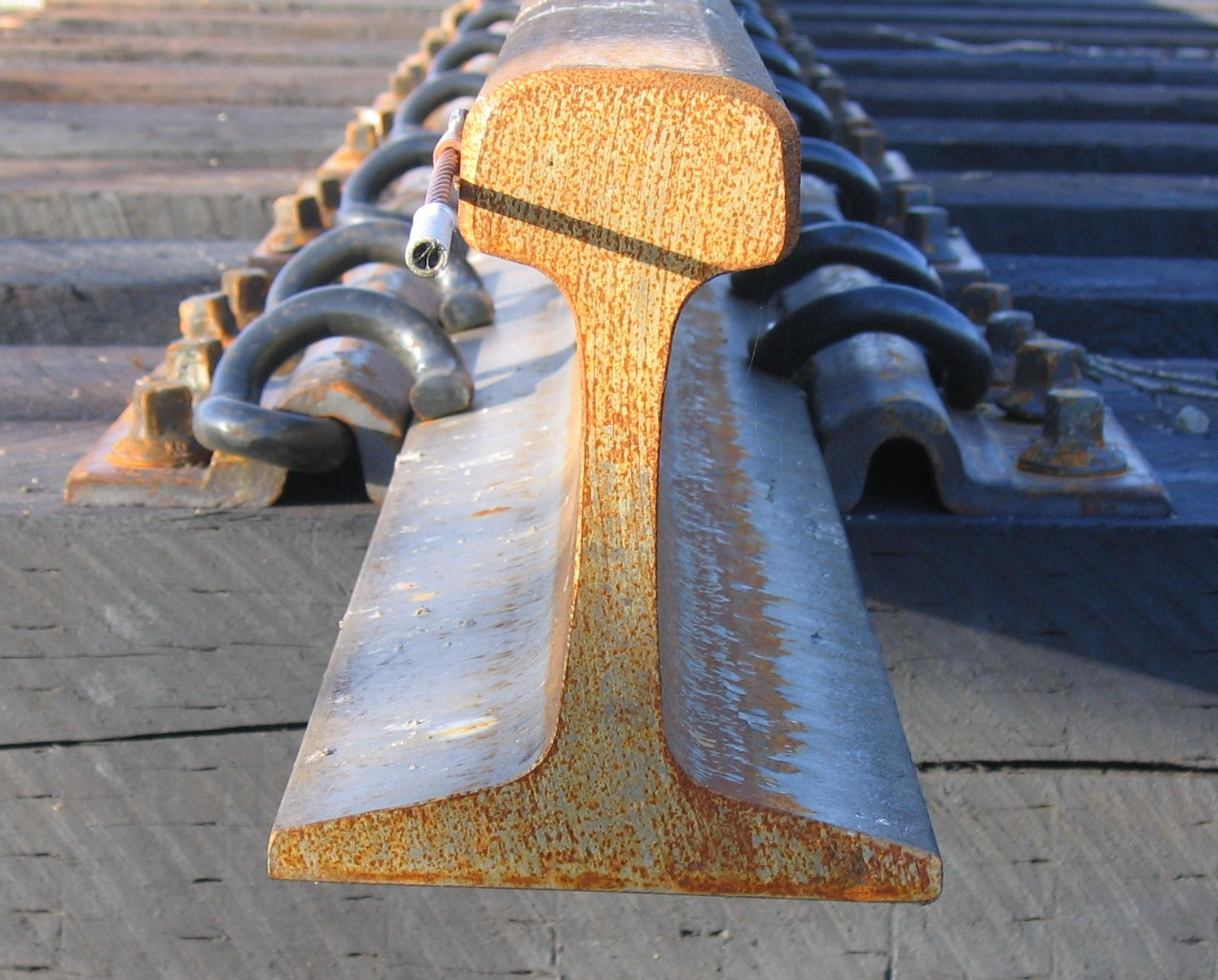
Sección transversal de un carril de fondo plano

El carril de fondo plano es el perfil dominante a escala mundial, siendo universalmente empleado con ligeras modificaciones locales por la práctica totalidad de las compañías ferroviarias.

#### Carril en T con pie
El carril en T con pie fue el primer tipo de carril de fondo plano utilizado en América del Norte, donde era denominado "flanged T rail" o simplemente "T-section", aunque esta última denominación puede confundirse con la de los primitivos carriles en "T" sin pie, que carecían de fondo plano). En los inicios del ferrocarril en los Estados Unidos, hasta 1831, se emplearon rieles de madera con correas de hierro. Pero el coronel Robert Livingston Stevens, presidente de Ferrocarril de Camden y Amboy, concibió la idea de que un carril completamente de hierro sería más adecuado para construir un ferrocarril. No había fábricas de acero en Estados Unidos capaces de laminar piezas de grandes longitudes, por lo que viajó a Gran Bretaña, que era el único lugar donde entonces se podía producir su carril en T con pie plano. Los ferrocarriles del Reino Unido habían estado utilizando rieles laminados con otras secciones transversales, producidos por las principales ferrerías del país.
En mayo de 1831, un pedido de 500 barras del carril en T con fondo plano, cada una de 15 pies (4,6 m) de largo y con un peso de 36 libras por yarda (17,9 kg/m), llegaron a Filadelfia, donde se colocaron en una vía por primera vez. Posteriormente, todos los ferrocarriles de los Estados Unidos emplearon el carril en T con pie ideado por Stevens, quien también inventó el clavos para unir los carriles a las traviesas de madera (posteriormente sustituidos de forma general por tirafondos roscados).

#### Carril Vignoles

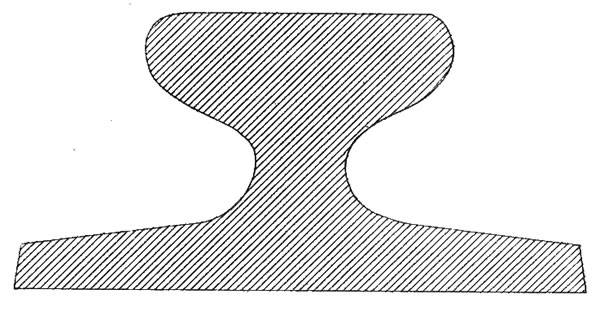
Carril Vignoles usado en el Ferrocarril de Londres y Croydon en 1839

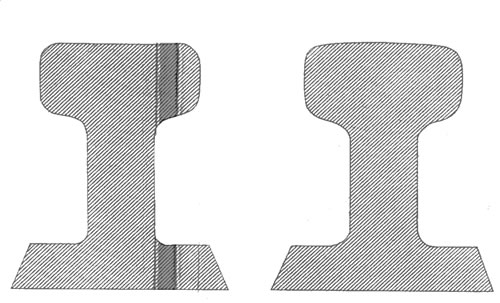
Carril Vignoles empleado en el Ferrocarril de Birmingham y Gloucester en 1840

Partiendo de una idea similar se desarrolló el carril Vignoles, un tipo de raíl de fondo plano que debe su nombre al ingeniero Charles Blacker Vignoles, que lo introdujo en Gran Bretaña. Vignoles observó el elevado desgaste de los rieles de hierro forjado sujetos con placas de fundición de hierro sobre bloques de piedra, el sistema más común en ese momento, y en 1836 recomendó el riel de fondo plano al Ferrocarril de Londres y Croydon, del que era ingeniero consultor.
Su carril original tenía una sección transversal más pequeña que el carril de Stevens, con una base más ancha que los carriles modernos, y estaba sujeto con tornillos que atravesaban la base. Otras líneas que lo adoptaron fueron la de Hull y Selby, la de Newcastle y North Shields, y la del Canal y Ferrocarril de Mánchester, Bolton y Bury.
Cuando fue posible tratar las traviesas de madera con cloruro de mercurio (un proceso llamado Kyanizado) y con creosota, se obtuvo una rodadura mucho más silenciosa que con los bloques de piedra, y fue posible sujetar los carriles directamente a las traviesas usando clips u otros sistemas. Su uso se extendió por todo el mundo bajo el nombre de carril Vignoles.
El punto donde los extremos de dos barras de carril se conectan entre sí es la parte más débil de una vía férrea. Los primeros rieles de hierro estaban unidos por una simple placa o barra de metal atornillada a través del ala de los carriles. Posteriormente se desarrollaron métodos más eficaces para unir dos barras entre sí, como la soldadura. Cuando se coloca suficiente metal, la unión es casi tan fuerte como el resto de la longitud del carril. Además, la soldadura de las secciones de los rieles consecutivos permite eliminar el tradicional traqueteo de las antiguas vías con barras embridadas, al permitir que la vía férrea disponga de una superficie de rodadura continua y uniforme incluso en las juntas.

### Carriles de dos cabezas

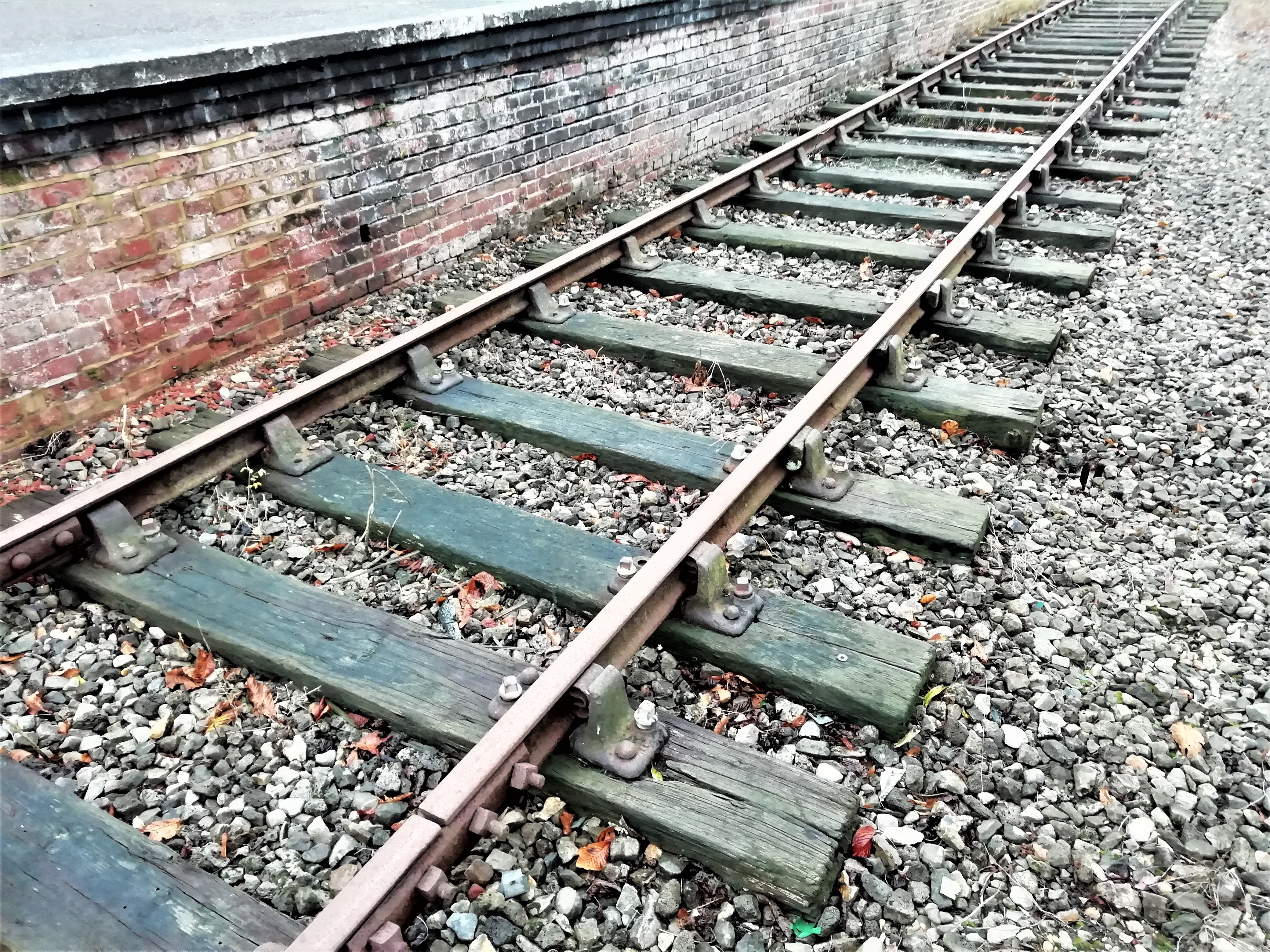
Carril de dos cabezas en el Ferrocarril Mid-Norfolk

A finales de la década de 1830 en Gran Bretaña, las líneas férreas tenían una amplia gama de patrones diferentes. Una de las primeras líneas en utilizar carriles de dos cabezas fue el Ferrocarril de Londres y Birmingham, que había ofrecido un premio al mejor diseño. Este carril estaba soportado por bridas verticales, y la cabeza y el pie del riel tenían el mismo perfil. La supuesta ventaja era que, cuando la cabeza se desgastaba, podía darse la vuelta al riel y reutilizarse. En la práctica, esta forma de reciclaje no tuvo mucho éxito, ya que las bridas de sujeción causaban daños en la superficie inferior, de manera que el carril de dos cabezas simétrico evolucionó para convertirse en el carril de cabeza de toro, en el que la cabeza era más sólida que el pie.

### Carril de cabeza de toro
El carril de cabeza de toro (bullhead en inglés) se convirtió en el estándar del sistema ferroviario británico desde mediados del siglo XIX hasta mediados del siglo XX. Por ejemplo, en 1954 se usaron carriles de cabeza de toro para el montaje de 449 millas (722,6 km) de vía nueva, y de fondo plano para 923 millas (1485,4 km). Una de las primeras normas British Standards, la BS 9, fijaba las condiciones de los carriles de cabeza de toro. Publicada originalmente en 1905, se revisó en 1924. Los carriles fabricados según el estándar de 1905 se denominaron "O.B.S." (Original) y los fabricados según el estándar de 1924 como "R.B.S." (Revisado).
El carril bullhead es similar al de dos cabezas, excepto en que el perfil de la cabeza no es el mismo que el del pie. Al no disponer de un perfil simétrico, no era posible voltearlo para usar el pie como cabeza. Por lo tanto, debido a ya no tenía la ventaja de poderse reutilizar, se trataba de un método muy costoso de colocar rieles. Se necesitaban pesados asientos de hierro fundido para sujetar los carriles, asegurados a su vez a las sillas mediante cuñas de madera (posteriormente de acero), que requerían un mantenimiento constante.
Sustituido sistemáticamente por el carril de fondo plano en los ferrocarriles británicos, el carril de cabeza de toro sobrevive vestigialmente en algunas vías de apartado o ramales con tráfico reducido. También se puede encontrar en trenes históricos, debido tanto al deseo de mantener la apariencia original de las vías como al rescate y reutilización de componentes de vías antiguas de las líneas principales. El Metro de Londres continuó usando carriles de cabeza de toro después de que se eliminaron gradualmente en otras partes de Gran Bretaña, pero se han realizado planes concertados para sustituirlos por carriles de fondo plano. Sin embargo, el proceso de sustitución de las vías en los túneles es un proceso lento, debido a la imposibilidad de utilizar maquinaria y equipo pesado.

### Carril ranurado

Diferencia en forma y perfil de la rueda y el carril de un tranvía (izquierda) y un tren (derecha)

Cuando se coloca un carril enrasado con el firme o el pavimento de una calzada, o dentro de superficies con césped, debe disponerse de una ranura en la cabeza del rail para alojar la pestaña de las ruedas. El riel se conoce entonces como carril ranurado, carril acanalado o carril de garganta. La ranura está delimitada por la cabeza del carril a un lado y por una banda de protección al otro. Esta banda no soporta el peso del vehículo, y solo actúa como contracarril.
El carril ranurado fue ideado en 1852 por Alphonse Loubat, un inventor francés que desarrolló mejoras en los tranvías y en los equipos ferroviarios, y que contribuyó a la implantación de líneas de tranvías en la ciudad de Nueva York y en París. La invención de los carriles ranurados permitió colocar los tranvías sin causar molestias a los demás usuarios de la vía, excepto a los ciclistas o motoristas desprevenidos, que podían introducir las ruedas de sus vehículos en la ranura. Las ranuras pueden llenarse de grava y de suciedad (particularmente si se usan con poca frecuencia o después de un período de inactividad) y necesitan limpieza periódica, que se realiza con vehículos de mantenimiento especiales. Mantener despejadas las ranuras es fundamental para asegurar una rodadura uniforme, evitando daños en las ruedas o en los propios carriles, y el riesgo de descarrilamiento.

#### Carril con contracarril

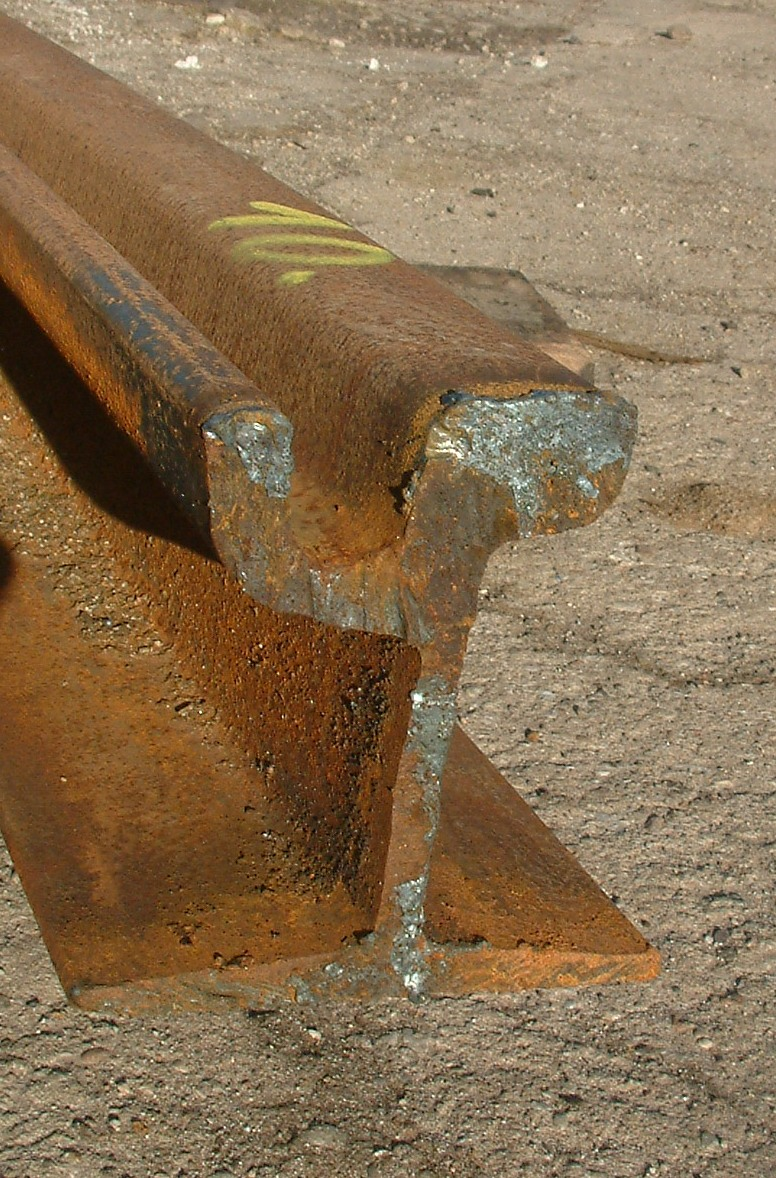
Sección transversal de un carril de tranvía acanalado

La forma tradicional de carril ranurado es la sección que se ilustra a la derecha. Es una forma modificada de carril de fondo plano, y requiere un montaje especial para la facilitar la transferencia de peso y garantizar la estabilidad del ancho de la vía. Si el peso lo soporta el subsuelo de la calzada, se necesitan amarres de acero a intervalos regulares para mantener la anchura de la vía. Su instalación implica que toda la superficie ocupada entre los carriles debe ser excavada y posteriormente rehabilitada.

#### Carril en bloque
El carril en bloque es una forma de perfil más baja, con la cabeza macizada y el alma eliminada. Suprimir directamente el alma, y combinar la sección de la cabeza directamente con la sección del pie de un carril con contracarril, daría como resultado un perfil demasiado débil, por lo que la sección combinada requiere un espesor adicional.
Un carril en bloque moderno, con una reducción adicional en la masa de acero necesaria, es el carril LR55, que se aloja en una viga de hormigón prefabricada, y a la que se sujeta mediante una lechada de poliuretano. Se puede colocar realizando pequeñas zanjas en el firme de carreteras asfaltadas existentes, y es apto  para tranvías y trenes ligeros.

## Fabricación y montaje

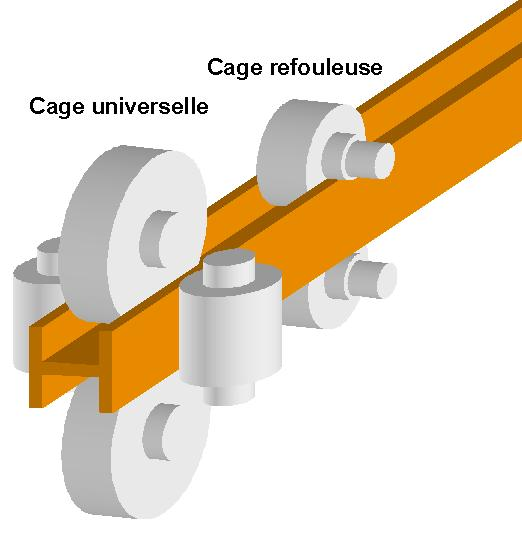
Esquema del proceso de laminado de un perfil de acero

Por la laminación del acero en bruto se obtienen barras con el perfil requerido, que se cortan en tramos de 18 a 288 m. Para realizar el montaje se disponen las barras perpendicularmente sobre las traviesas, o durmientes (en América Latina), y se unen entre sí mediante eclisas y bulones, sujetándose a la traviesa mediante algún sistema de fijación.
También se ajusta la trocha y se alinea y nivela el conjunto. Después es usual, en las vías modernas, quitar las eclisas y bulones para sustituirlas por uniones soldadas. De esta forma se eliminan las juntas, punto en el cual se produce el mayor desgaste.

### Perfiles utilizados
En el comienzo del transporte por ferrocarril se utilizaron rieles con dos cabezas, con la intención de que fueran usados nuevamente una vez que la cabeza en servicio llegara a su límite de desgaste. Posteriormente se vio que tal operación no era posible, dado que, al invertir su posición, no resultaban aptos para el tráfico debido al desgaste ocasionado por las traviesas en la superficie de apoyo, y se adoptó el perfil actual, denominado Vignole, el cual consta de una cara inferior ancha, destinada al apoyo sobre las traviesas, y una cara superior, más angosta y de mayor altura, destinada a guiar y sostener las ruedas.
En sitios donde coexiste el tránsito carretero con el tráfico ferroviario se debe pavimentar la superficie, siendo usual que se utilicen rieles de tipo Vignole modificados mediante una garganta, la cual permite que se desplace por ella la pestaña de las ruedas del material ferroviario, al tiempo que actúa como límite del pavimento.
En grúas es común emplear un perfil específico, denominado Burdach, con una forma más achatada y ancha que en el perfil Vignole.

### Partes del riel

Secciones transversales de riel de fondo plano que pueden descansar directamente sobre las traviesas, y rieles de cabeza de toro que se asientan mediante sus propias sujeciones (no ilustradas)

- Cabeza/Hongo: parte superior, que se utiliza como elemento de rodadura.
- Patín: base, de anchura mayor que la cabeza, cuya superficie inferior es plana para su apoyo en la traviesa.
- Alma: parte de pequeño espesor que une la cabeza con el patín.

### Traviesas
- Traviesas de madera: utilizando maderas como pino, haya, roble, y de quebracho en Sudamérica, dependiendo del uso, el costo y durabilidad necesaria. Este tipo de traviesa proporciona como ventaja, la fácil manipulación por los obreros debido a su peso y su flexibilidad ante golpes o similares. Entre el riel y la traviesa se colocan unas pletinas o 'silletas' que se atornillan a la traviesa y fijan el riel a esta.

- Traviesas de hormigón: las traviesas de hormigón pretensado o postensado tiene una mayor durabilidad que las traviesas de madera, su peso que ante la manipulación es una desventaja, resulta también ventajoso al proporcionar una mayor estabilidad de la vía. También garantiza una provisión ilimitada, ya que la traviesa de madera escasea y se encarece cada vez más.
  1. De hormigón monobloque, pesa aproximadamente 300 kg y conformada por una armadura en su interior, recubierta por un solo bloque de hormigón.
  2. De hormigón bibloque, está conformada por dos bloques de hormigón de unos 7 dm aproximadamente, unidas por un perfil de hierro en forma de T.

- Traviesas de compuesto (plástico): diseñadas para reemplazar a las traviesas de madera, proporcionando las ventajas de la madera y solucionando algunas desventajas como la humedad, evitando la pudrición. Pueden ser utilizadas con traviesas de madera, por lo que su implementación no necesita un cambio total de la vía

### Tipos según las cargas a soportar
- Riel ligero: es aquel cuyo peso no excede de los 40 kg por metro lineal. Se usa en líneas por las que circulan trenes sin excesivo peso o que transportan cargas ligeras, y cuya velocidad no es alta. Por ejemplo, en los ferrocarriles mineros o los tranvías.
- Riel pesado: su peso oscila entre los 40 y los 60 kg por metro lineal. Se utilizan cuando aumentan los requerimientos de velocidad, seguridad y carga máxima a transportar. Principalmente se emplea en ferrocarriles de mercancías o pasajeros y metropolitanos, así como líneas de alta velocidad.

### Requisitos que debe cumplir el carril
- Resistir directamente las tensiones que recibe del material rodante y transmitirlas, a su vez, a los otros elementos que componen la infraestructura de la vía.
- Realizar el guiado de las ruedas en su movimiento.
- Servir de conductor de la corriente eléctrica para la señalización y la tracción en las líneas electrificadas.

### Cualidades buscadas en los rieles
- La superficie de rodadura debe ser lo más lisa posible para reducir la fricción, pero a la vez, posea rugosidad para mejorar la adherencia rueda carril.
- Características geométricas deben encontrarse dentro del intervalo que delimita una calzada de buena calidad, con elevada rigidez, pero debe absorber la energía en forma de deformación elástica.
- Su peso es deseable para tener elevadas cargas por eje, velocidades y para mantener la seguridad, pero el coste aumenta, aunque también se reducen costes de mantenimiento, mayor duración y menor resistencia al avance de las ruedas. Se suele usar la fórmula de Shajunianz para buscar el peso óptimo del carril.

### Características necesarias del perfil
- La cabeza del riel debe tener un ancho y altura suficiente según las cargas y la pestaña. El contacto en la rodadura no debe ser puntual, repartiendo los esfuerzos para evitar desgastes, para lo que la inclinación de la cabeza es de 1/20, compromiso entre la circulación en recta y en curva.
- El espesor del alma del riel debe transmitir las solicitaciones de la cabeza hacia el patín, teniendo en cuenta la corrosión y las solicitaciones transversales.
- La anchura del patín da la rigidez para una repartición correcta de la carga sin volteo del riel, siendo la relación altura-anchura óptima entre 1,1 y 1,2. La relación espesor/ancho del patín debe ser inferior a 0,075, y el espesor exterior superior a 11 mm para evitar enfriamientos irregulares en caso de soldadura.
- Además, también se requiere un equilibrio térmico entre cabeza y patín para evitar deformaciones o tensiones residuales después de la laminación o soldadura. Esto se logra con una relación cabeza-patín 1:1. También se buscan radios de acuerdo grandes (sin perjudicar el comportamiento de servicio) para evitar concentraciones de tensiones en la laminación del riel, lo que asegura asimismo una mejor expansión y más regular de la llama de precalentado en las soldaduras. El radio de aristas exteriores será mayor o igual a 3 mm y su ancho inferior a 160 mm por razones de laminación.

### Adaptados a ruedas cónicas o cilíndricas
Durante mucho tiempo se ha reconocido que las ruedas de perfil cónico y los carriles que tienen la misma pendiente siguen las curvas mejor que las ruedas cilíndricas y los carriles con perfiles verticales. Algunos operadores, como los Ferrocarriles de Queensland, emplearon durante mucho tiempo ruedas de perfil cilíndrico, hasta que las crecientes cargas por eje impulsaron el cambio al perfil cónico.
Las bandas de rodadura de las ruedas cilíndricas tienden a "deslizar" ligeramente en las curvas de las vías, por lo que aumenta tanto la resistencia como el desgaste de las ruedas y los rieles. En vías muy rectas, la banda de rodadura de una rueda cilíndrica rueda más libremente y no produce el indeseable efecto de lazo. La separación entre los carriles se estrecha ligeramente, evitándose así que las pestañas de las ruedas golpeen los carriles.
La práctica de los Estados Unidos es adoptar una conicidad de 1/20 en el material nuevo. A medida que la banda de rodadura se desgasta, se acerca a una banda de rodadura cilíndrica desigual, momento en el que la rueda se reperfila en un torno o se sustituye.

### Dureza y materiales
En cuanto a la dureza de los rieles, debe coincidir con la de las ruedas, siendo la dureza interna 341HB o superior. Esta dureza depende del tratamiento superficial (estructura microperlítica) y de los compuestos del acero de los rieles, que son: el hierro, carbono, silicio, azufre, fósforo, arsénico y otros minerales e impurezas.
| Porcentaje de material | Fabricados en Europa  | Fabricados en América |
| % de carbono           | 0,4 - 0,57            | mayor a 0,57          |
| % de manganeso         | 0,8 - 1,2             | menor a 0,8           |
| % de silicio           | 0,1 - 0,25            | 0,1 - 0,25            |
| % de fósforo           | máximo admisible 0,06 | máximo admisible 0,06 |
| % de azufre            | máximo admisible 0,06 | máximo admisible 0,06 |

|                            | Dureza Brinell, HB |        |
| Tipo de riel               | Mínimo             | Máximo |
| Rieles normales            | 300                | -      |
| Rieles de alta resistencia | 341                | 388    |

| Concepto                                       | Normal | Alta resistencia |
| Límite de fluencia, kg/cm² mínimo              | 4920   | 7730             |
| Límite de ruptura a la tracción, kg/cm² mínimo | 9840   | 11950            |
| Alargamiento en 50 mm, % mínimo                | 9      | 10               |

## Fabricantes
Los carriles se producen con acero de alta calidad y no en grandes cantidades en comparación con otras formas de acero, por lo que el número de fabricantes en cualquier país tiende a ser limitado.
- British Steel, Reino Unido[27]
- Arrium, Whyalla, Australia anteriormente OneSteel
- Evraz, Pueblo (Colorado), Estados Unidos
- ArcelorMittal Steelton, Estados Unidos
- ArcelorMittal Ostrava, República Checa
- ArcelorMittal Gijón, España[28]
- ArcelorMittal Huta Katowice, Polonia
- ArcelorMittal Huta Kościuszko - ex Huta Królewska, Polonia
- ArcelorMittal Rodange, Luxemburgo
- Steel Dynamics, Estados Unidos
- Nippon Steel, Japón
- JFE Holdings, Japón
- Evraz, Rusia
- Kardemir, Turquía
- Steel Authority of India Limited, India
- Metinvest, Ucrania
- Voestalpine, Austria
- AFERPI - ex Lucchini, Italia

### Fabricantes desaparecidos
- Algoma Steel Company, Canadá
- Australian Iron & Steel, Australia
- Barrow Steel Works, Inglaterra
- Bethlehem Steel, Estados Unidos
- Călărași steel works, Rumania
- Dowlais Ironworks, Gales
- Lackawanna Steel Company, Estados Unidos
- Sydney Steel Corporation, Canadá
- U.S. Steel (Alabama, EE. UU.)
- U.S. Steel (Indiana, EE. UU.)

## Pesos y tamaños de raíles usuales

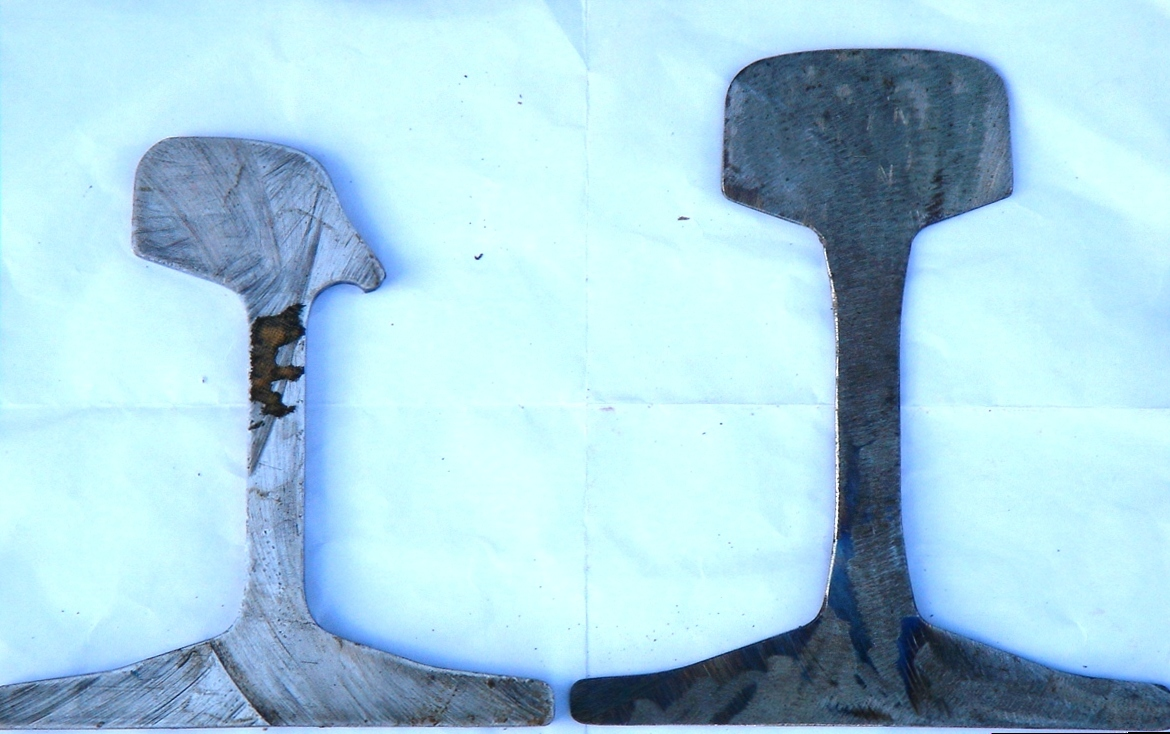
Dos perfiles de riel de uso común: un perfil de 50 kg/m muy desgastado y un perfil nuevo de 60 kg/m

El peso de un riel por unidad de longitud es un factor importante para determinar su resistencia y, por lo tanto, la carga por eje y la velocidad de diseño de una línea ferroviaria.
Los pesos se miden en libras por yarda (las unidades imperiales se usan en Canadá, el Reino Unido y Estados Unidos) o en kilogramos por metro (las unidades métricas se usan en el resto del mundo: Australia, Europa continental, Iberoamérica, Rusia, China, Japón, África...). La equivalencia entre ambas unidades es de: 1 kg/m = 2.0159 lb/yd.
Comúnmente, en la terminología ferroviaria, "libra" es una metonimia de la expresión "libras por yarda" y, por lo tanto, un riel de 132 libras significa un riel de 132 libras por yarda. Análogamente, cuando se habla de un carril de "60 kilos", se entiende implícitamente que se está haciendo referencia a un carril de 60 kilogramos por metro. 

### Europa
Los rieles se fabrican en una gran cantidad de tamaños diferentes. Algunos tamaños comunes de rieles europeos incluyen:
| - 40 kilogramos por metro (81 lb/yd) - 50 kilogramos por metro (101 lb/yd) - 54 kilogramos por metro (109 lb/yd) |  | - 56 kilogramos por metro (113 lb/yd) - 60 kilogramos por metro (121 lb/yd) |  |

En los países de la antigua URSS, los rieles de 65 kilogramos por metro (131 lb/yd) y los rieles de 75 kilogramos por metro (151 lb/yd) (no endurecidos térmicamente) son comunes. Los rieles de 75 kilogramos por metro (151 lb/yd) endurecidos térmicamente también se han utilizado en ferrocarriles de servicio pesado como el Ferrocarril Baikal-Amur, pero su funcionamiento ha demostrado ser deficiente y se rechazaron principalmente a favor de los rieles de 65 kilogramos por metro (131 lb/yd).

### América del Norte

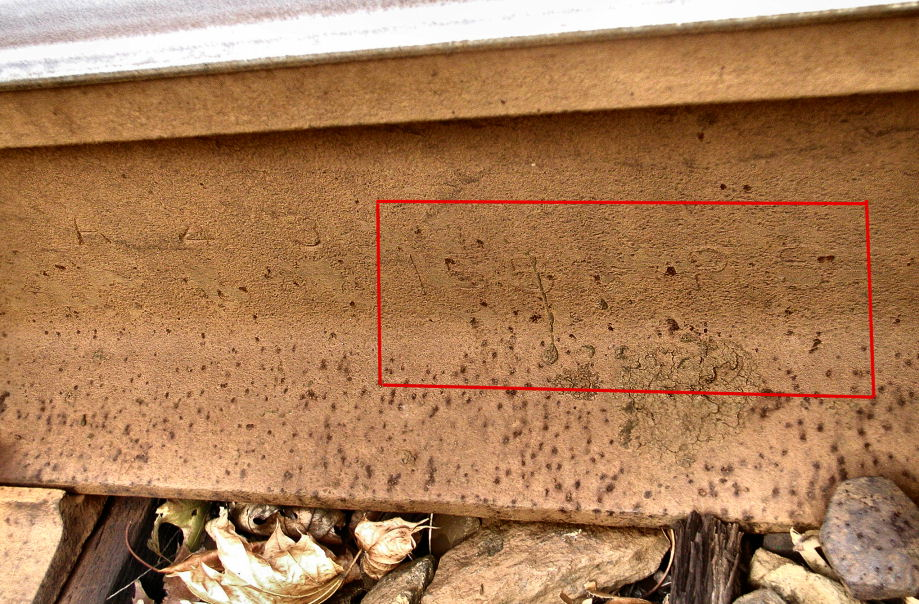
Marca de peso "155 PS" (155 lb/yd) de un carril "Pennsylvania Special", el más pesado que se haya producido masivamente

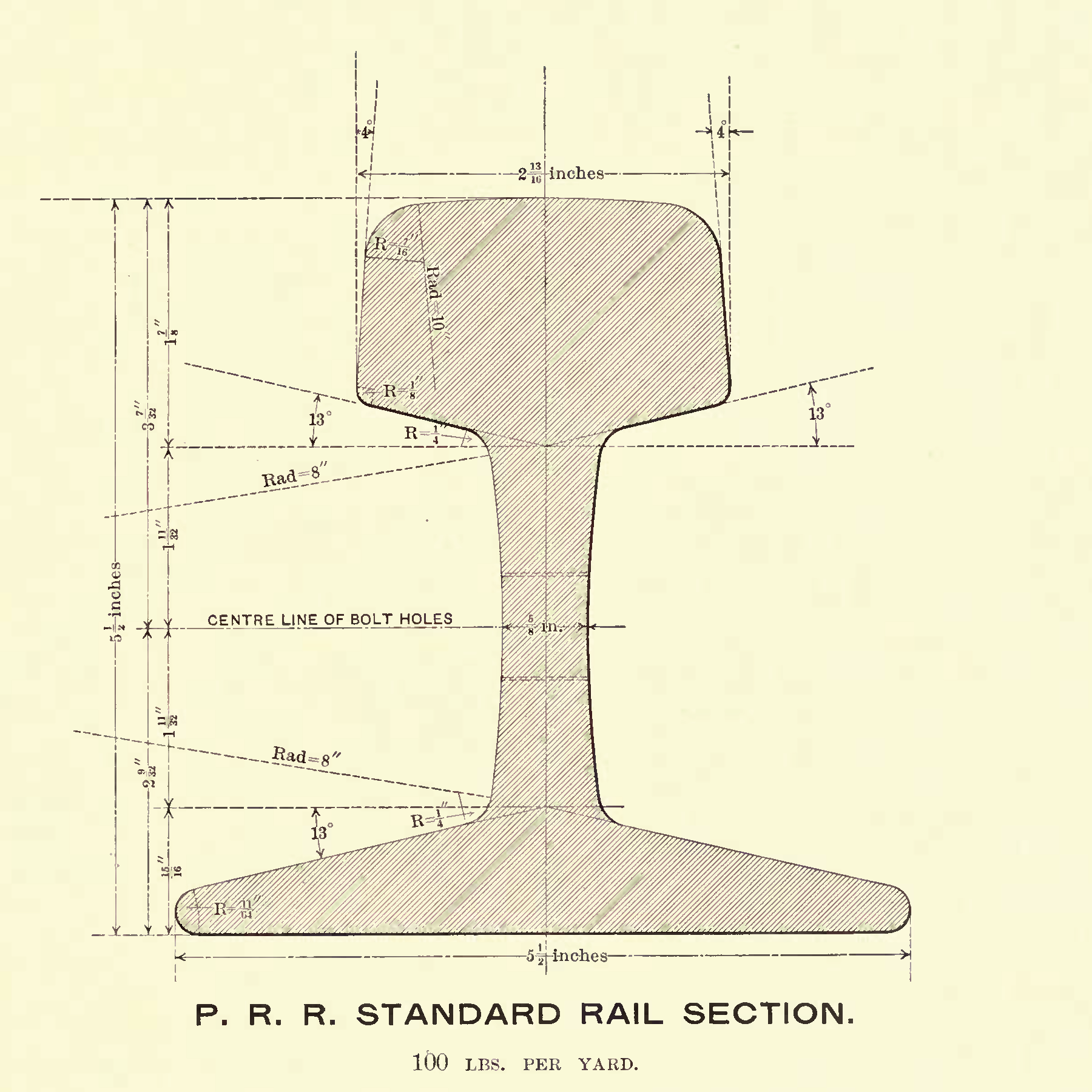
Sección transversal que muestra las medidas en unidades imperiales de un carril de 100 lb/yd utilizado en los Estados Unidos (década de 1890)

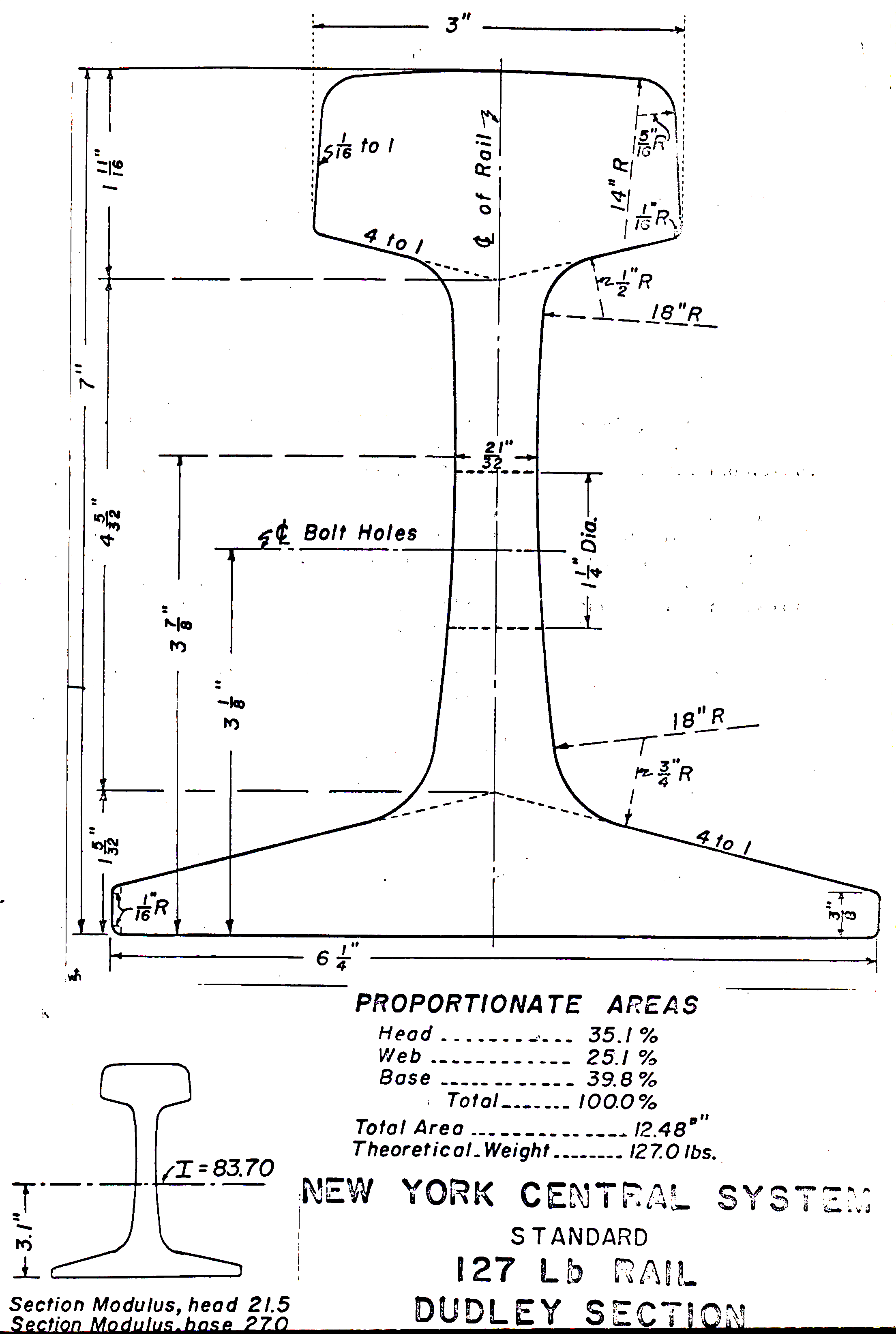
Raíl de 127 lb/yd Sistema Dudley del Ferrocarril Central de Nueva York

La Sociedad Estadounidense de Ingenieros Civiles (o ASCE) especificó perfiles de rieles en 1893 con incrementos de 5 libras por yarda (2,5 kg/m) desde 40 a 100 libras por yarda (19,8 a 49,6 kg/m). La altura total del carril es igual al ancho del pie para cada peso ASCE; y los perfiles se especificaron con una proporción fija de peso en la cabeza, el alma y el pie de 42%, 21% y 37%, respectivamente. El perfil ASCE de 90 libras por yarda (44,6 kg/m) se consideraba adecuado, siendo los calibres más pesados menos satisfactorios. En 1909, la American Railway Association (o ARA) especificó perfiles estándar para incrementos de 10 libras por yarda (4,96 kg/m) desde 60 a 100 libras por yarda (29,8 a 49,6 kg/m). La Asociación Estadounidense de Ingeniería Ferroviaria (o AREA) especificó perfiles estándar para los rieles de 100 libras por yarda (49,6 kg/m), 110 libras por yarda (54,6 kg/m) y 120 libras por yarda (59,5 kg/m) en 1919, para los rieles de 130 libras por yarda (64,5 kg/m) y 140 libras por yarda (69,4 kg/m) en 1920 y para los rieles de 150 libras por yarda (74,4 kg/m) en 1924. La tendencia era aumentar la relación altura/pie-ancho del riel y fortalecer el alma. Las desventajas del pie más estrecho se superaron mediante el uso de sujeciones más eficaces. Las recomendaciones de AREA redujeron el peso relativo de la cabeza del riel hasta un 36%, mientras que los perfiles alternativos redujeron el peso de la cabeza hasta un 33% en los rieles más pesados. También se centró la atención en los radios del perfil, mejorados para reducir la concentración de tensiones en la unión del alma con la cabeza. AREA recomendó con carácter general el perfil ARA de 90 libras por yarda (44,6 kg/m). Los viejos rieles ASCE de peso más ligero permanecieron en uso y satisficieron la demanda limitada de rieles ligeros durante algunas décadas. AREA se fusionó con la American Railway Engineering and Maintenance-of-Way Association en 1997. A mediados del siglo XX, la mayor parte de la producción de rieles era "medianamente pesada" (55,6 a 59,0 kg/m) y "pesada" (63,0 a 69,4 kg/m). Los tamaños debajo del riel de 100 libras por yarda (49,6 kg/m) generalmente son para cargas más ligeras, vías de bajo uso o trenes ligeros. La vía que usa rieles de 100 a 120 libras por yarda (49,6 a 59,5 kg/m) es adecuada para cargas o velocidades reducidas, como en el caso de ramales ferroviarios o redes de metro (por ejemplo, la mayor parte de las vías del sistema del Metro de Nueva York están construidas con el riel de 100 libras por yarda (49,6 kg/m)). La vía de las líneas principales generalmente se construye con un riel de 130 libras por yarda (64,5 kg/m) o más pesado. Algunos tamaños comunes de rieles norteamericanos incluyen:
| - 75 libras por yarda (37,2 kg/m) (ASCE) - 80 libras por yarda (39,7 kg/m) (Dudley) Ferrocarril Central de Nueva York - 85 libras por yarda (42,2 kg/m) (ASCE) - 90 libras por yarda (44,6 kg/m) (ARA) - 100 libras por yarda (49,6 kg/m) (AREA) - 105 libras por yarda (52,1 kg/m) (Dudley) Ferrocarril Central de Nueva York - 112 libras por yarda (55,6 kg/m) (KCSC) - 115 libras por yarda (57,0 kg/m) (AREA) |  | - 119 libras por yarda (59,0 kg/m) Colorado Fuel and Iron - 127 libras por yarda (63,0 kg/m) (Dudley) Ferrocarril Central de Nueva York - 132 libras por yarda (65,5 kg/m) (AREA) - 133 libras por yarda (66,0 kg/m) (AREA) - 136 libras por yarda (67,5 kg/m) Colorado Fuel and Iron - 140 libras por yarda (69,4 kg/m) (AREA) - 141 libras por yarda (69,9 kg/m) (producido por Nippon (Japón)) - 155 libras por yarda (76,9 kg/m) (ya no está en producción) Ferrocarril de Pensilvania |

#### Rieles de grúa de América del Norte
Algunos tamaños comunes de rieles de grúas en América del Norte incluyen:
| - 12 libras por yarda (5,95 kg/m) - 20 libras por yarda (9,9 kg/m) - 25 libras por yarda (12,4 kg/m) - 30 libras por yarda (14,9 kg/m) - 40 libras por yarda (19,8 kg/m) |  | - 60 libras por yarda (29,8 kg/m) - 80 libras por yarda (39,7 kg/m) - 85 libras por yarda (42,2 kg/m) - 104 libras por yarda (51,6 kg/m) |  | - 105 libras por yarda (52,1 kg/m) - 135 libras por yarda (67 kg/m) - 171 libras por yarda (84,8 kg/m) - 175 libras por yarda (86,8 kg/m) |

### Australia
Algunos tamaños comunes de rieles australianos incluyen:
| - 30 kilogramos por metro (60,5 lb/yd) - 36 kilogramos por metro (72,6 lb/yd) - 40 kilogramos por metro (80,6 lb/yd) - 47 kilogramos por metro (94,7 lb/yd) |  | - 50 kilogramos por metro (100,8 lb/yd) - 53 kilogramos por metro (106,8 lb/yd) - 60 kilogramos por metro (121 lb/yd) - 68 kilogramos por metro (137,1 lb/yd) |

- 50 kg/m y 60 kg/m son el estándar actual, aunque todavía se fabrican algunos otros tamaños.[32]
- Algunos tamaños estadounidenses se utilizan en los ferrocarriles pesados dedicados al transporte de mineral de hierro del noroeste de Australia Occidental.

## Longitudes de carril

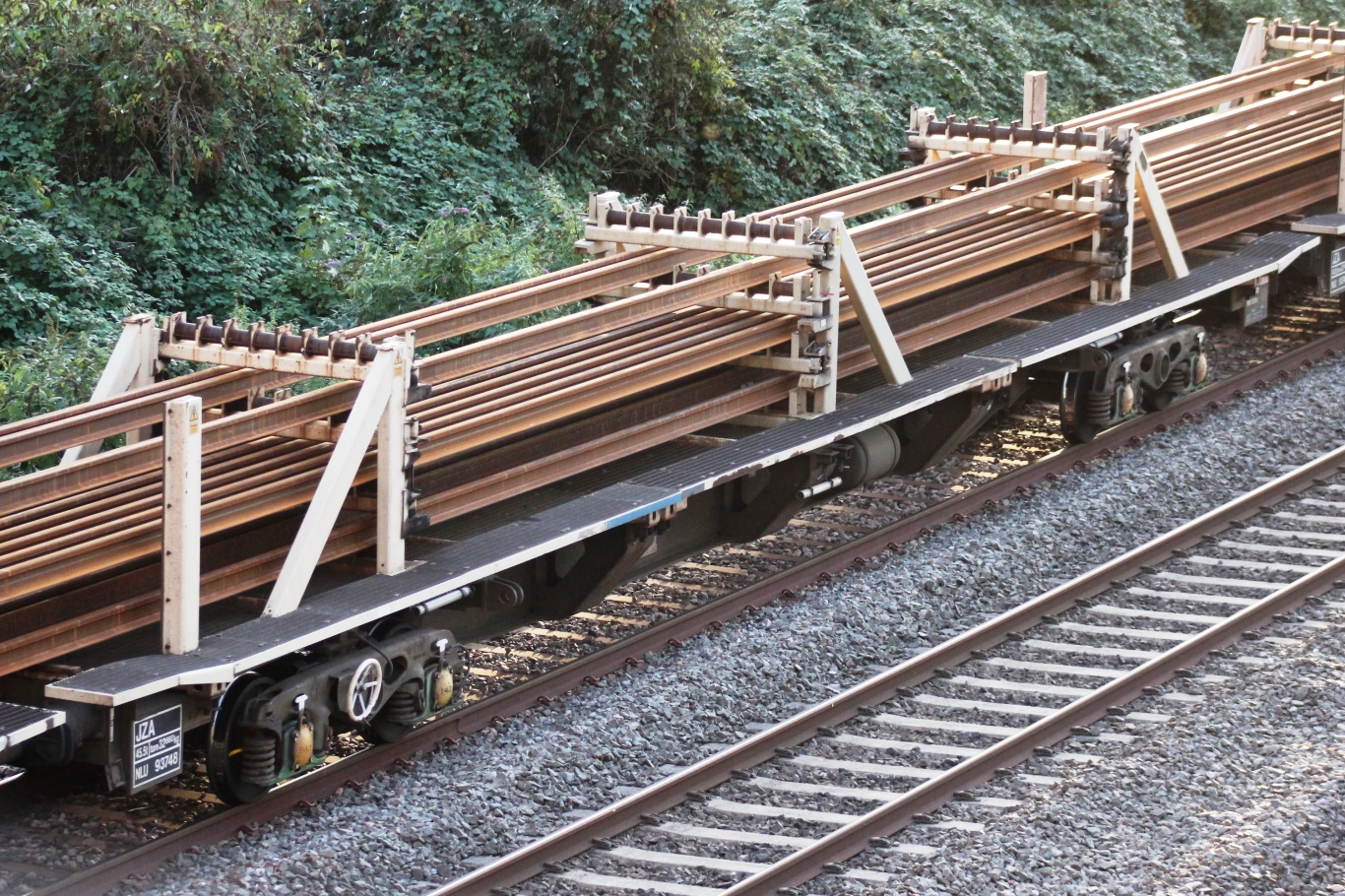
Tren carrilero transportando barras largas soldadas

Las barras de los carriles deben fabricarse de la mayor longitud posible, ya que las juntas o uniones entre las barras son una fuente de debilidad de la vía. A medida que los procesos de fabricación han mejorado, las longitudes de los carriles han aumentado. Los carriles largos son flexibles y no hay problema al pasar por las curvas cuando se transportan en trenes carrileros hasta el lugar de montaje. Carriles de 130 metros (142,2 yd) de largo (las barras más largas del mundo laminadas en una sola pieza hasta entonces), fueron producidos en la India por la acería de Bhilai (SAIL) el 29 de noviembre de 2016.
A continuación se incluye una lista en orden cronológico de los incrementos de longitud registrados en la fabricación de carriles:
- 1825 15 pies (4,6 m) Ferrocarril de Stockton y Darlington 5,6 lb/yd (2,78 kg/m); véase S&DR
- 1830 15 pies (4,6 m) Ferrocarril de Liverpool y Mánchester 35 lb/yd (17,4 kg/m); carriles de vientre de pez
- 1850 39 pies (11,9 m) Estados Unidos (para adaptarse a los vagones abiertos de 12,19 m)
- 1895 60 pies (18,3 m) Ferrocarril de Londres y del Noroeste (Reino Unido) (cuatro veces 4,57 m y dos veces 9,14 m)
- 2003 216 metros (236,2 yd) (Railtrack (Reino Unido) tren carrilero)[34]
- 2010 260 metros (284,3 yd) Acería de Bhilai (cuatro veces 213,25 pies y dos veces 426,51 pies)[33]

La soldadura de carriles para obtener barras más largas se introdujo por primera vez alrededor de 1893, y se puede realizar en una planta central o sobre la propia vía, empleando soldadura aluminotérmica o equipos eléctricos.
- 1895 Johannes Wilhelm Goldschmidt introdujo la soldadura aluminotérmica.[35]
- 1935 Charles Cadwell introdujo la soldadura aluminotérmica de metal no ferroso.

## Normativa
- EN 13674-1 - Aplicaciones ferroviarias - Vía - Carril - Parte 1: Carriles de ferrocarril Vignoles de 46 kg/m y más -2d10f5e25f63/es-13674-1-2011 EN 13674-1
- EN 13674-4 - Aplicaciones ferroviarias - Vía - Carril - Parte 4: Carriles de ferrocarril Vignoles desde 27 kg/m hasta 46 kg/m, pero excluyendo -40d0-478d-9160-a03ee0c1b1ca/es-13674-4-2019 ES 13674-4